# Боаз Майхил
Глин Оливър Майхил (роден на 9 ноември 1982 в Модесто, Калифорния, САЩ)), по-известен като Боаз Майхил, е футболист на Уелския национален отбор и Хъл Сити.